# Kalachuri
Als Kalachuri bezeichneten sich mehrere indische Dynastien, insbesondere im Mittelalter. Außer dem Dynastienamen und vielleicht dem Glauben an eine gemeinsame Herkunft haben sie nichts gemeinsam.

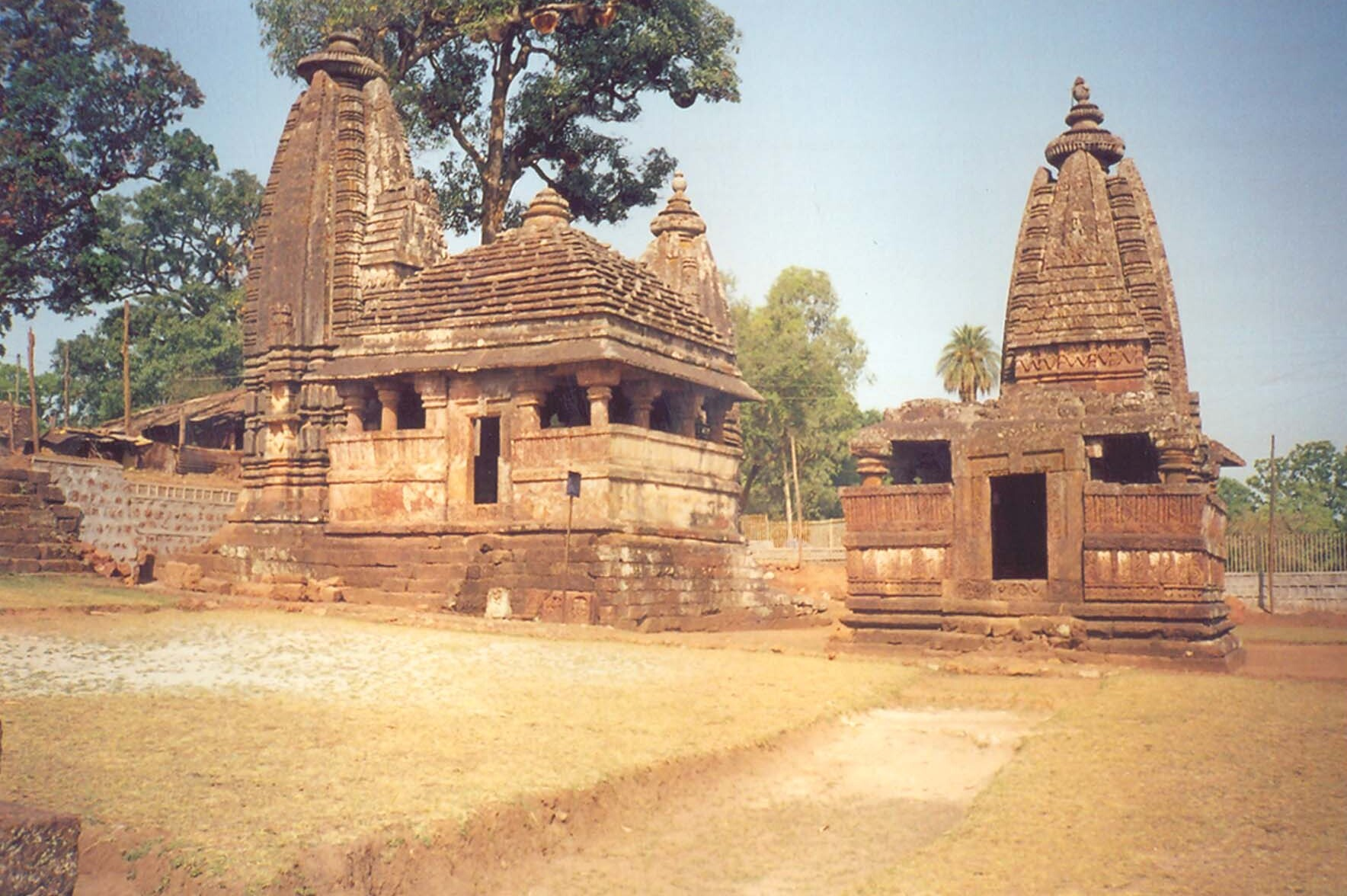
Die mittelalterlichen Tempel des Pilgerorts Amarkantak werden den Kalachuri-Herrschern des frühen 11. Jahrhunderts zugeschrieben.

## Die frühen Kalachuri
Die Kalachuris waren eine alte Herrscherdynastie in Mahishmati (heute nicht mehr lokalisierbare Stadt, vermutlich Maheshwar südlich von Ujjain). Vor den Kalachuris beherrschten die Vakatakas die Region. Beide gehören sie zu den Anhängern des Shivaismus. Wie und wann genau der Umbruch von den Vakatakas zu den Kalachuris stattfand, bleibt unklar. Es gibt allerdings die Darstellung, dass die Enkelkinder des letzten und mächtigsten Herrschers der Vakatakas, König Harisena während politischer Unruhen von dem wandernden Gupta-Prinzen Visruta bzw. Subandhu gerettet worden, der dann das Reich übernahm und Harisenas Enkelin heiratete.
Krishnaraja (reg. ca. 550–575), der Sohn oder vielleicht auch Enkel Subandhus und erste große Kalachuri-Herrscher, wäre demnach auch ein Nachkomme von Harisena. Sein Sohn Sankaragana regierte von ca. 575–600, womit sowohl für ihn, als auch für seinen Vater die Möglichkeit besteht, Herrscher der Insel Elephanta und Gründer der sich darauf befindenden berühmten Höhlentempel gewesen zu sein. Sowohl Krishnaraja als auch sein Sohn werden als parameshvara, also Diener Shivas bezeichnet. Krishnarajana wird auch als direkter Anhänger der Pashupatas-Sekte bezeichnet, die im Speziellen Shiva als Lakulisha verehrt. Auch in der Elephanta-Höhle befinden sich zwei Lukulisha-Darstellungen. Dieses verstärkt die vermutete Zugehörigkeit der Elephanta-Höhle zur frühen Kalachuri-Dynastie. Sankaragana expandierte die Dynastie seines Vaters bis West-Malwa, das ursprünglich den Guptas gehörte. Zu seinem Reich gehörten sowohl Ujjain, Vidisha als auch Anandapura.
Sein Sohn Buddharaja (reg. ca. 600–620) war der letzte seiner Dynastie. Knapp nach dem Jahr 600 wurde er zuerst von dem Chalukya-Herrscher Mangalesha angegriffen, der es ihm zunächst noch erlaubte, in untergeordneter Stellung weiter zu regieren. Später übernahm der Chalukya Pulakeshin II. (609–642) dann endgültig die Alleinherrschaft. Man nannte die Zugehörigen der Kalachuris von da an auch „Kalachuri-Haihanyas“.

## Die Späten Kalachuri

### Kalachuri in Tripuri, östliches Madhya Pradesh
Die späten Kalachuri (Alternativbezeichnungen in der Literatur sind „Kalachuri-Haihanyas“, „Kalachuris von Chedi“ oder „Kalachuris von Kosala“) existierten von 675 bis 1210, ihre Hauptstadt war Tripuri bei Jabalpur (in Madhya Pradesh, heute Tewar). Dieser Zweig behauptete eine Rajputen-Herkunft, bzw. stammte vielleicht wirklich noch von der Aristokratie der Gupta-Zeit ab.
Sie gewannen unter Kokkala am Ende des 9. Jahrhunderts beträchtlichen Einfluss, als sich Krishna II. Rashtrakuta und Bhoja Pratihara bekriegten, und zählten dann unter die Vasallen des Indra III. Rashtrakuta. Unter Lakshmana (reg. ca. 950–975) gerieten sie unter den Druck der aufstrebenden Chandella (Hausmeier der Pratihara), und Yuvaraja II. musste sich unterordnen, bekam aber durch die Ausschweifungen des Chandella Ganda (reg. 1002–1025) de facto die Regierung in die Hand.
Ihre mächtigsten Könige waren Gangeyadeva (reg. ca. 1015–40) und Karna (reg. ca. 1041–1072), die sich nach der Niederlage der Chandella gegen den Moslem-Eroberer Mahmud von Ghazni (reg. 997–1030) auf Kosten der Pala und Paramara ausbreiteten. Karna war ein Eroberer, der ebenfalls das Erbe der Pratihara zu übernehmen versuchte und scheiterte. Er wurde nach der Vernichtung Bhojas von Dhara (ein Paramara, reg. 1010–55) seinen Nachbarn zu übermächtig, sodass sich die Chalukya unter Someshvara mit den Chandella, Paramara und Pala verbündeten und ihn stürzten.
Karnas Nachfolger Yasahkarna (ca. 1070–1125) hatte nur wenig Erfolg, und nach dessen Tod teilte sich das Reich in Dahala-Tripuri und Ratnapur.

#### Könige
- Kokalla Deva I. ca. 875

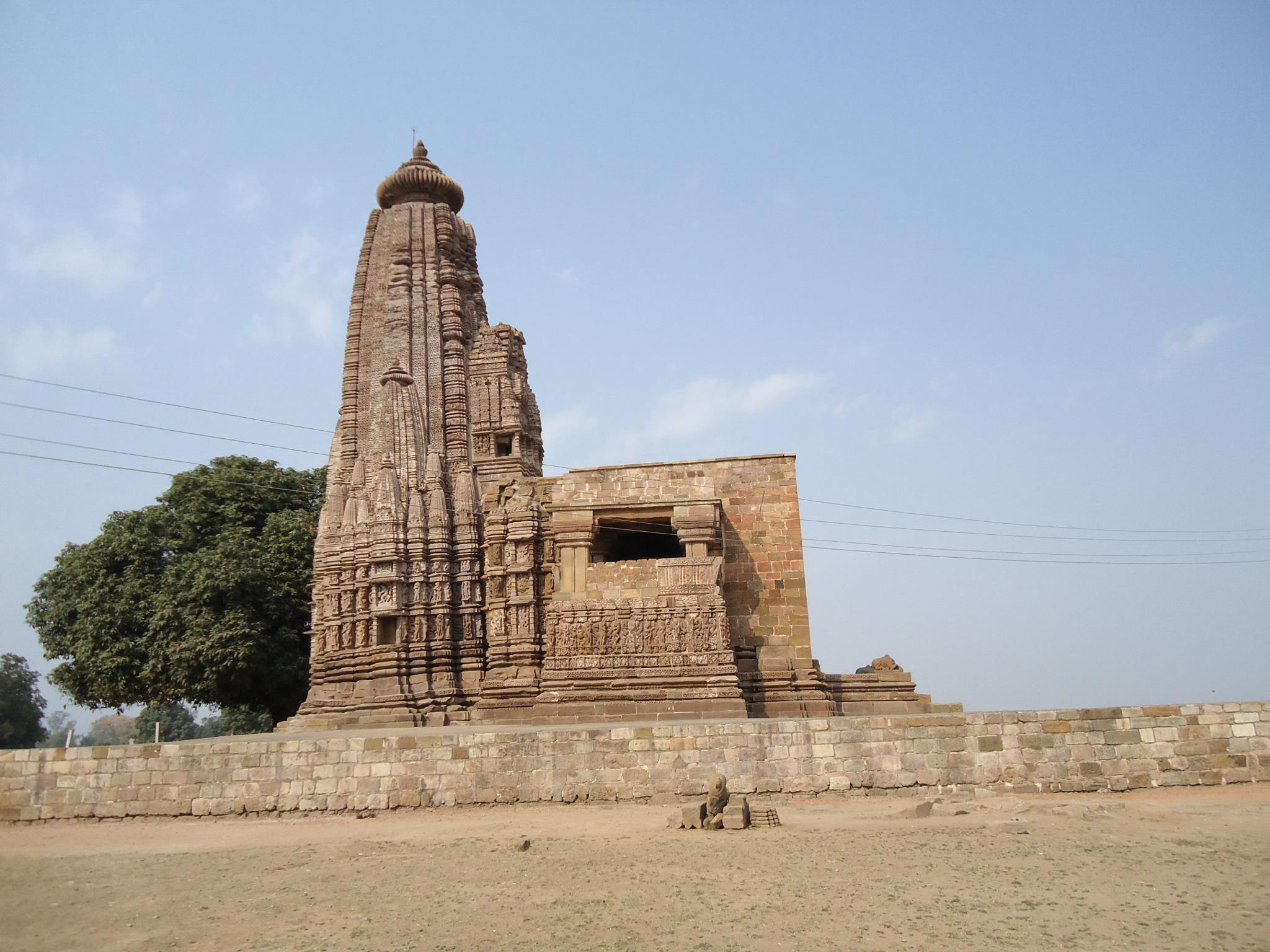
Der den Kalachuri-Herrschern der Zeit um 1000 zugeschriebene Virateshvara-Tempel im Süden der Stadt Shahdol orientiert sich in hohem Maße am Lakshmana-Tempel von Khajuraho.

- Mugdhatunga (Prasiddhadhavala) ca. 900
- Balaharsha
- Keyuravarsha (Yuvaraja Deva) ca. 925
- Lakshmana Raja ca. 950–975
- Sankaragana Deva ca. 970
- Yuvaraja Deva II. ca. 975
- Kokalla Deva II. ca. 1000
- Gangeya Deva Vikramaditya ca. 1015–1040
- Karna Deva ca. 1041–1072
- Yasahkarna Deva ca. 1070–1125
- Gayakarna Deva ca. 1125–1152
- Narasimha Deva ca. 1152/55
- Jayasimha ca. 1177
- Vijayasimha ca. 1180/95

### Kalachuri in Ratanpur
Dieser Kalachuri-Zweig residierte von 980 bis 1745 in Ratanpur (im Bilaspur-Distrikt in Chhattisgarh) und wurden von den Marathen (Bhonsle-Clan) abgelöst. Sie waren eine Nebenlinie der Könige in Tripuri und hinterließen nur wenige Monumente, darunter einen Shiva-Tempel in Pali und einen anderen in Tuman (Tumbhan). Ihr dritter König Ratnadeva gründete Mitte des 11. Jahrhunderts Ratanpur, und im letzten Viertel des 14. Jahrhunderts gründete ein anderer König namens Ram Chandra (oder sein Sohn Brahma Deo) Raipur.

### Kalachuri in Sarayupara
Dieser Zweig existierte zwischen der Mitte des 8. und dem späten 11. Jahrhundert in Sarayupara entlang des Ghaghara (Uttar Pradesh).

## Die Südlichen Kalachuri in Karnataka
Diese Kalachuri regierten zwischen 1130 und 1184 in Karnataka und waren eigentlich Vasallen der Chalukya. Sie waren Jainas und ihre Münzen trugen Inschriften in der Kannada-Sprache. Ihr bekanntester Vertreter war Bijjala II. Kalachuri (reg. 1130–1167), der den Chalukya-Thron in Kalyani (heute Basavakalyan) usurpierte. Sein Minister Basava (um 1130–1196) war der Gründer der einflussreichen Lingayat- bzw. Vira-Shaiva-Sekte.